# Sebastian Engell

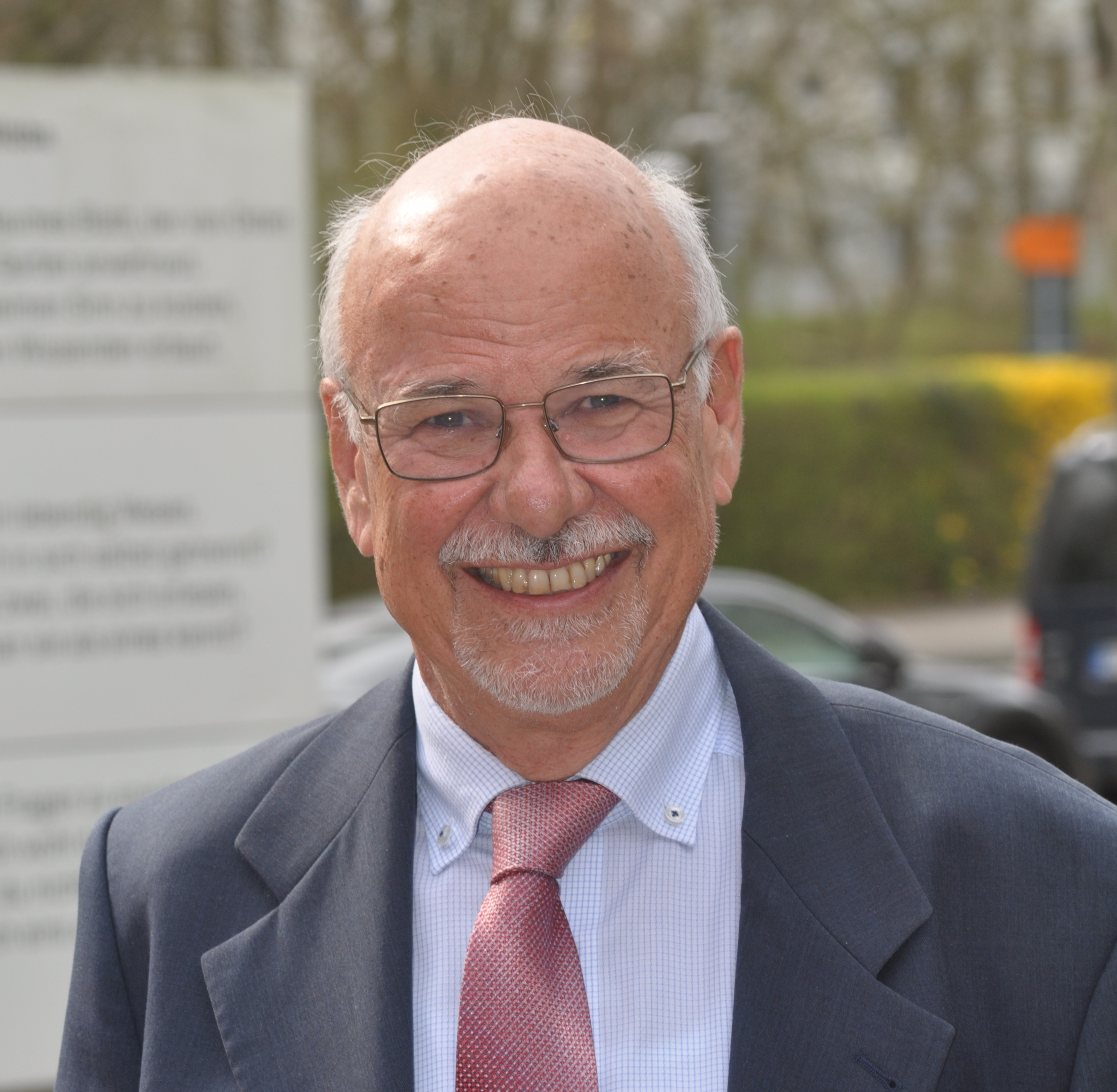
S. Engell auf seinem Jubiläumskolloquium 22.3.2024

Johannes Karl Sebastian Engell (* 27. Februar 1954 in Düsseldorf) ist ein deutscher  Elektroingenieur, Hochschullehrer und Experte (IFAC Fellow) für Prozesssteuerung und Prozessreglung sowie Prozessoptimierung.
Er war Professor an der Technischen Universität Dortmund am Lehrstuhl für Systemdynamik und Prozessführung (vormals Anlagensteuerungstechnik) im Fachbereich Bio- und Chemieingenieurwesen.
Im Jahr 2024 ist er Chair of the Advisory and Programming Group (APG) von A.SPIRE.

## Leben und Wirken
(Quellen:)
Sebastian Engell wurde 1954 in Düsseldorf geboren. Sein Vater war der Chemiker und Materialwissenschaftler Hans-Jürgen Engell. Zu seinen Geschwistern gehört der Medienwissenschaftler und Professor für Medienphilosophie Lorenz Engell. Nach dem Abitur in 1972 studierte er von 1972 bis 1978, unterbrochen von einem Jahr Wehrdienst, Mathematik und Elektrotechnik an der Ruhr-Universität Bochum, wo er 1978 als Diplom-Ingenieur in Elektrotechnik graduierte.
Von 1979 bis 1982 war er Wissenschaftlicher Mitarbeiter an der Universität Duisburg, wo er 1981 mit Auszeichnung zum Dr.-Ing. promoviert wurde. Titel der Arbeit war „Zur Messgrößenverarbeitung unter dem Gesichtspunkt der optimalen Übertragung von Information“. In dieser Zeit war er für zwei Monate in 1978 Visiting Scientist am Control Systems Centre, UMIST, jetzt University of Manchester, bei Howard Harry Rosenbrock. Von 1982 bis 1986 war er Stipendiat der Fritz-Thyssen-Stiftung und mit einem DFG-Habilitationsstipendium. Er forschte an der damaligen Universität Duisburg und der McGill University, Montréal, Kanada. 1987 schloss er seine universitäre Ausbildung mit der Habilitation im Fach Regelungstechnik zu „Grenzen der erreichbaren Regelgüte in linearen zeitinvarianten Regelkreisen“ an der Universität Duisburg ab.
Von 1986 bis 1990 war er Gruppenleiter am Fraunhofer-Institut IITB Karlsruhe für Automatisierung in der Verfahrenstechnik und Produktionssteuerung.
Nach seiner Berufung im Jahr 1990 war Engell bis 2022 Professor an der Technischen Universität Dortmund am Lehrstuhl für Systemdynamik und Prozessführung (vormals Anlagensteuerungstechnik) im Fachbereich Bio- und Chemieingenieurwesen. Dabei war er von 1996 bis 1999 und 2012 bis 2014 Dekan des Fachbereichs, von 2002 bis 2006 Prorektor für Forschung und internationale Beziehungen der Universität und von 2008 bis 2011 Prodekan für Haushalt und Struktur des Fachbereichs. Engell wurde als Gastdozent an mehrere Universitäten eingeladen. So war er 2008 für zwei Monate als „Distinguished Visiting Professor“ an der Carnegie Mellon University, Pittsburgh, USA.
Anschließend war er bis 2023 Seniorprofessor am selben Fachbereich.
2006 wurde  Engell zum Fellow der International Federation of Automatic Control (IFAC) gewählt. Der IFAC Fellow Award wird an Personen verliehen, die herausragende und außergewöhnliche Beiträge im Interessenbereich der IFAC geleistet haben.
Im Jahr 2012 wurde er mit einem Advanced Investigators Grant des ERC für das Projekt MOBOCON Model-based optimizing control from a vision to industrial reality ausgezeichnet.
2021 wurde er mit der Arnold-Eucken-Medaille der Forschungs-Gesellschaft Verfahrens-Technik (GVT) ausgezeichnet.
Er hat mehr als 100 Beiträge in Fachzeitschriften, mehr als 40 Beiträge in Sammelbänden und mehr als 300 Konferenzbeiträge mit Peer-Review und vollständige Beiträge in Proceedings veröffentlicht.
Er hat inzwischen 90 Doktoranden an der TU Dortmund promoviert.

## Forschungsschwerpunkte
- Optimierung und optimale Führung von verfahrenstechnischen Prozessen
- Modellierung, Simulation, Analyse und optimale Steuerung von Systemen mit schaltenden Eingriffen (hybride Systeme)
- Entwurf und Verifikation von Steuerungen, Produktionsplanung und -steuerung, insbesondere in chemischen Batch-Anlagen
- Prozesslogistik, insbesondere Ressourcenzuteilung in Batch-Prozessen
- Memetische Optimierungs-Algorithmen und Anwendungen in der Verfahrenstechnik
- Einsatz der gemischt-ganzzahligen Optimierung in der Verfahrensentwicklung
- Optimale Koordination von Systems of Systems
- Ressourceneffizienz und Kreislaufwirtschaft

## Koordination oder wissenschaftliche Führung von Europäischen Forschungsprojekten
- Multiform (ICT), 2008–2012[10]
- MOBOCON (ERC AdG), 2012–2017[11]
- DYMASOS (ICT), 2013–2016[12]
- CPSoS (ICT), 2013–2016[13]
- MORE (NMP), 2013–2017, Scientific Leadership[14]
- CoPro (Horizon 2020; SPIRE PPP), 2016–2020[15]

## Mitgliedschaften
Engell war Mitglied in verschiedenen, für die Forschung im Bereich Regelungstechnik relevanten Organisationen.
| Jahr      | Position |
| --------- | --- |
| 1992–2000 | Co-Editor, IEEE Transactions on Control Systems Technology                                                             |
| 1995–2000 | Associate Editor, Mathematical and Computer Modelling of Dynamical Systems                                             |
| 2001–2012 | Associate Editor, Journal of Process Control                                                                           |
| 2005–2010 | Mitglied des Vergabeausschusses für den Gottfried Wilhelm Leibniz-Preis der DFG                                        |
| 2009–2014 | Member, nach 2011 Chairman, of the Fellow Selection Committee der International Federation of Automatic Control (IFAC) |
| 2015–2017 | Vorsitzender EUCA (European Control Association)                                                                       |

## Ehrungen und Auszeichnungen
- 1991 Joseph von Fraunhofer-Prize for Applied Research.[19]
- 2006 Fellow der International Federation of Automatic Control (IFAC)[1]
- 2008 Journal of Process Control Paper Priz für das Paper Feedback control for optimal process operation (Journal of Process Control, 2007)[20]
- 2008 Bayer Lecture in Process Systems Engineering an der Carnegie Mellon University
- 2009 Best Paper Award des IEEE Congress on Evolutionary Computation 2009 (mit Thomas Tometzki) zum Thema risikobewusste Planung[21][22]
- 2009 PSE Model-based Innovation Prize (mit Ala Eldin Bouaswaig).[23]
- 2012 Roger Sargent Lecture am Imperial College, London, im Jahr 2012.[5]
- 2012 European Advanced Investigator Grant of the European Research Council für das Projekt MOBOCON Model-based optimizing control from a vision to industrial reality[11]
- Co-Autor: Best Paper in Computers and Chemical Engineering 2014 für Scope for industrial applications of production Scheduling Models and Solution Methods
- 2016 Computers and Chemical Engineering Best Paper Award für das Paper A reliable modifier-adaptation strategy for real-time optimization (zusammen mit Weihua Gao und Simon Wenzel).[5]
- 2021 Arnold-Eucken-Medaille der Forschungs-Gesellschaft Verfahrens-Technik.[8] „für seine herausragenden Arbeiten zur Dynamik, Automatisierung und optimalen Steuerung verfahrenstechnischer Prozesse“[5]

## Veröffentlichungen (Auswahl)

### Zeitschriften
- K.-U. Klatt, S. Engell: Regelung auf der Grundlage linearer Reglerentwürfe am Beispiel Rührkesselreaktor mit Parallel- und Folgereaktionen. In: VDI-Bericht. Band 1026. VDI, 1993.
- S. Engell, S. Kowalewski, C. Schulz, O. Stursberg: Continuous-discrete interactions in chemical processing plants. In: Proceedings of the IEEE. Band 88, Nr. 7. IEEE, 2000, S. 1050–1068, doi:10.1109/5.871308.
- G. Sand, S. Engell: Modeling and solving real-time scheduling problems by stochastic integer programming. In: Computers & Chemical Engineering. Band 28, Nr. 6–7. Elsevier, 2004, S. 1087–1103, doi:10.1016/j.compchemeng.2003.09.009.
- Ralf Gesthuisen, Stefan Krämer, Sebastian Engell: Hierarchical Control Scheme for Time-Optimal Operation of Semibatch Emulsion Polymerizations. In: Industrial & Engineering Chemistry Research. Band 43, Nr. 23, 2004, S. 7410–7427, doi:10.1021/ie0343263.
- Weihua Gao, Sebastian Engell: Iterative Set-Point Optimization of Batch Chromatography. In: Computers & Chemical Engineering. Band 29, Nr. 6, 2005, ISSN 0098-1354, S. 1401–1409, doi:10.1016/j.compchemeng.2005.02.035.
- Marten Völker, Christian Sonntag, Sebastian Engell: Control of integrated processes: A case study on reactive distillation in a medium-scale pilot plant. In: Control Engineering Practice. Band 15, Nr. 7, 2007, ISSN 0967-0661, S. 863–881, doi:10.1016/j.conengprac.2006.03.002 (Special Issue on Award Winning Applications from the 2005 IFAC World Congress).
- Sebastian Engell: Feedback control for optimal process operation. In: Journal of Process Control. Band 17, Nr. 3, 2007, ISSN 0959-1524, S. 203–219, doi:10.1016/j.jprocont.2006.10.011 (Journal of Process Control Paper Prize).
- Thomas Tometzki, Sebastian Engell: Hybrid Evolutionary Optimization of Two-Stage Stochastic Integer Programming Problems: An Empirical Investigation. In: Evolutionary Computation. Band 17, Nr. 4, 2009, S. 2521–2539, doi:10.1162/evco.2009.17.4.17404.
- Thomas Tometzki, Sebastian Engell: Risk conscious solution of planning problems under uncertainty by hybrid multi-objective evolutionary algorithms. In: Computers & Chemical Engineering. Band 35, Nr. 11, 2011, ISSN 0098-1354, S. 511–526, doi:10.1016/j.compchemeng.2011.01.044.
- M. Urselmann, S. Barkmann, G. Sand, S. Engell: Optimization-based design of reactive distillation columns using a memetic algorithm. In: Computers & Chemical Engineering. Band 35, Nr. 5, 2011, ISSN 0098-1354, S. 787–805, doi:10.1016/j.compchemeng.2011.01.038.
- Sergio Lucia, Tiago Finkler, Sebastian Engell: Multi-stage nonlinear model predictive control applied to a semi-batch polymerization reactor under uncertainty. In: Journal of Process Control. Band 23, Nr. 9, 2013, ISSN 0959-1524, S. 1306–1319, doi:10.1016/j.jprocont.2013.08.008.
- Iiro Harjunkoski, Christos T. Maravelias, Peter Bongers, Pedro M. Castro, Sebastian Engell, Ignacio E. Grossmann, John Hooker, Carlos Méndez, Guido Sand, John Wassick: Scope for industrial applications of production scheduling models and solution methods. In: Computers & Chemical Engineering. Band 62, 2014, ISSN 0098-1354, S. 161–193, doi:10.1016/j.compchemeng.2013.12.001.
- Weihua Gao, Simon Wenzel, Sebastian Engell: A reliable modifier-adaptation strategy for real-time optimization. In: Computers & Chemical Engineering. Band 91, 2016, ISSN 0098-1354, S. 318–328, doi:10.1016/j.compchemeng.2016.03.019.

### Bücher
- Optimale lineare Regelung : Grenzen der erreichbaren Regelgüte in linearen zeitinvarianten Regelkreisen. Springer, 1988, ISBN 978-3-540-19120-9 (Zugl.: Habil.-Schr., 1987 u.d.T.: Engell, Sebastian: Grenzen der erreichbaren Regelgüte in linearen zeitinvarianten Regelkreisen).
- Sebastian Engell (Hrsg.): Entwurf nichtlinearer Regelungen. Oldenbourg, 1995, ISBN 3-486-23065-4, doi:10.1002/9783527622771.
- Sebastian Engell (Hrsg.): Logistic Optimization of Chemical Production Processes. Wiley, 2008, ISBN 978-3-527-62277-1.
- Stefan Krämer, Sebastian Engell (Hrsg.): Resource Efficiency of Processing Plants - Monitoring and Improvement. Wiley, 2018, ISBN 978-3-527-34074-3, doi:10.1002/9783527804153.